# Maliye Milli Piyango Spor Kulübü 2013-2014 (pallavolo)
Questa voce raccoglie le informazioni riguardanti il Maliye Milli Piyango Spor Kulübü nelle competizioni ufficiali della stagione 2013-2014.

## Organigramma societario
Area direttiva
- Presidente: Recep Biçer

Area tecnica
- Allenatore: Joško Milenkoski
- Allenatore in seconda: Serdar Uslu

## Rosa
| N° | Nome             | Ruolo | Data di nascita   | Nazionalità sportiva |
| -- | ---------------- | ----- | ----------------- | -------------------- |
| 1  | Niyazi Durmaz    | C     | 8 luglio 1983     | Turchia              |
| 2  | Gökhan Çatal     | P     | 14 febbraio 1990  | Turchia              |
| 3  | Ersin Durgut     | O     | 4 agosto 1982     | Turchia              |
| 4  | Marcus Popp      | S     | 23 settembre 1981 | Germania             |
| 5  | Faik Yaz         | S     | 9 aprile 1984     | Turchia              |
| 7  | Nikola Ǵorǵiev   | O     | 23 luglio 1988    | Macedonia del Nord   |
| 8  | Ahmet Arslan     | S     | 7 dicembre 1990   | Turchia              |
| 9  | Dejan Vinčić     | P     | 15 settembre 1986 | Slovenia             |
| 10 | Faik Güneş       | C     | 27 maggio 1993    | Turchia              |
| 11 | Ediz Fırıncıoğlu | S     | 20 settembre 1993 | Turchia              |
| 13 | İnan Kurt        | L     | 28 gennaio 1988   | Turchia              |
| 14 | Hasan Mermer     | S     | 14 novembre 1994  | Turchia              |
| 15 | Murat Tokgöz     | S     | 29 febbraio 1984  | Turchia              |
| 17 | Mustafa Kırıcı   | S     | 15 marzo 1982     | Turchia              |
| 18 | Burak Hascan     | C     | 11 giugno 1977    | Turchia              |

## Statistiche

### Statistiche di squadra
| Competizione     | Punti | In casa | In casa | In casa | In trasferta | In trasferta | In trasferta | Totale | Totale | Totale |
| Competizione     | Punti | G       | V       | P       | G            | V            | P            | G      | V      | P      |
| ---------------- | ----- | ------- | ------- | ------- | ------------ | ------------ | ------------ | ------ | ------ | ------ |
| Voleybol 1. Ligi | 37,6  | 12      | 7       | 5       | 13           | 5            | 8            | 25     | 12     | 13     |
| Coppa di Turchia | -     | 1       | 1       | 0       | 1            | 1            | 0            | 5      | 2      | 3      |
| Coppa CEV        | -     | 4       | 2       | 2       | 4            | 2            | 2            | 8      | 4      | 4      |
| Totale           | -     | 17      | 10      | 7       | 18           | 8            | 10           | 38     | 18     | 20     |

G = partite giocate; V = partite vinte; P = partite perse

### Statistiche dei giocatori
| Giocatore      | Voleybol 1. Ligi | Voleybol 1. Ligi | Voleybol 1. Ligi | Voleybol 1. Ligi | Voleybol 1. Ligi | Coppa di Turchia | Coppa di Turchia | Coppa di Turchia | Coppa di Turchia | Coppa di Turchia | Coppa CEV | Coppa CEV | Coppa CEV | Coppa CEV | Coppa CEV | Totale | Totale | Totale | Totale | Totale |
| Giocatore      | P                | PT               | AV               | MV               | BV               | P                | PT               | AV               | MV               | BV               | P         | PT        | AV        | MV        | BV        | P      | PT     | AV     | MV     | BV     |
| -------------- | ---------------- | ---------------- | ---------------- | ---------------- | ---------------- | ---------------- | ---------------- | ---------------- | ---------------- | ---------------- | --------- | --------- | --------- | --------- | --------- | ------ | ------ | ------ | ------ | ------ |
| A. Arslan      | 16               | 8                | 5                | 2                | 1                | 1                | 2                | 1                | 1                | 0                | 4         | 0         | 0         | 0         | 0         | 21     | 10     | 6      | 3      | 1      |
| G. Çatal       | 11               | 11               | 3                | 7                | 1                | 4                | 0                | 0                | 0                | 0                | 2         | 4         | 1         | 1         | 2         | 17     | 15     | 4      | 8      | 3      |
| E. Durgut      | 11               | 1                | 1                | 0                | 0                | 2                | 4                | 2                | 2                | 0                | 2         | 0         | 0         | 0         | 0         | 15     | 5      | 3      | 2      | 0      |
| N. Durmaz      | 14               | 40               | 24               | 16               | 0                | 4                | 2                | 1                | 1                | 0                | 2         | 7         | 3         | 4         | 0         | 20     | 49     | 28     | 21     | 0      |
| E. Fırıncıoğlu | 11               | 8                | 6                | 2                | 0                | 4                | 10               | 7                | 1                | 2                | -         | -         | -         | -         | -         | 15     | 18     | 13     | 3      | 2      |
| N. Ǵorǵiev     | 25               | 532              | 456              | 34               | 42               | 5                | 119              | 107              | 6                | 6                | 4         | 93        | 79        | 6         | 8         | 34     | 744    | 642    | 46     | 56     |
| F. Güneş       | 25               | 182              | 101              | 64               | 14               | 5                | 42               | 27               | 12               | 3                | 4         | 24        | 11        | 9         | 4         | 34     | 248    | 139    | 85     | 21     |
| B. Hascan      | 24               | 142              | 94               | 44               | 4                | 5                | 34               | 22               | 10               | 2                | 4         | 27        | 18        | 8         | 1         | 33     | 203    | 134    | 62     | 7      |
| M. Kırıcı      | 25               | 183              | 151              | 21               | 11               | 5                | 38               | 32               | 3                | 3                | 4         | 33        | 28        | 4         | 1         | 34     | 254    | 211    | 28     | 15     |
| İ. Kurt        | 10               | 0                | 0                | 0                | 0                | 2                | 0                | 0                | 0                | 0                | 2         | 0         | 0         | 0         | 0         | 14     | 0      | 0      | 0      | 0      |
| H. Mermer      | 10               | 6                | 5                | 1                | 0                | 1                | 7                | 7                | 0                | 0                | 4         | 2         | 1         | 1         | 0         | 15     | 15     | 13     | 2      | 0      |
| M. Popp        | 23               | 293              | 252              | 29               | 12               | 5                | 55               | 44               | 8                | 3                | 4         | 61        | 54        | 6         | 1         | 32     | 409    | 350    | 43     | 16     |
| M. Tokgöz      | 24               | 0                | 0                | 0                | 0                | 5                | 0                | 0                | 0                | 0                | 4         | 0         | 0         | 0         | 0         | 33     | 0      | 0      | 0      | 0      |
| D. Vinčić      | 22               | 74               | 42               | 24               | 8                | 5                | 16               | 11               | 5                | 0                | 3         | 12        | 4         | 6         | 2         | 30     | 102    | 57     | 35     | 10     |
| F. Yaz         | 5                | 18               | 15               | 2                | 1                | -                | -                | -                | -                | -                | -         | -         | -         | -         | -         | 5      | 18     | 15     | 2      | 1      |

P = presenze; PT = punti totali; AV = attacchi vincenti; MV = muri vincenti; BV = battute vincenti